# Guantanamera (filme)
Guantanamera (Guantanamera) é um filme cubano/germano/espanhol de 1995, dos gêneros drama e comédia, dirigido por Tomás Gutiérrez Alea e Juan Carlos Tabío, roteirizado pelos diretores e Eliseo Alberto, música de José Nieto.

## Sinopse
Cuba, durante uma crise de combustível, um féretro com destino a Havana, e um caminhoneiro cruzam seus caminhos em uma série de situações dramáticas, cômicas e absurdas.

## Elenco
- Carlos Cruz ....... Adolfo
- Mirta Ibarra ....... Georgina
- Jorge Perugorría ....... Mariano
- Raúl Eguren .......  Candido
- Pedro Fernández .......  Ramon
- Luis Alberto García ....... Tony
- Conchita Brando .......  Yoyita
- Suset Pérez Malberti ....... Iku